# Pora przypływu
Pora przypływu (ang. There is a Tide) – powieść Agathy Christie wydana w 1948 roku.

## Fabuła
Milioner Gordon Cload, dzięki swemu bajecznemu bogactwu jest w stanie zapewnić luksusowy byt nie tylko sobie, ale także całej swej rodzinie; członkowie familii nie muszą się więc przejmować jakimikolwiek barierami finansowymi. Trwa to do momentu, w którym bogacz ginie niespodziewanie podczas wybuchu w jego domu. Cały jego majątek przechodzi w tej sytuacji w ręce jego młodej, świeżo poślubionej żony, Rosaleen, która przeżyła wybuch wraz ze swoim bratem Davidem.
Cloadowie są zrozpaczeni. Nie ulega wątpliwości, że gdyby Gordon przewidział swój przedwczesny zgon, sporządziłby testament, w którym większą część majątku zapisałby Rosaleen, lecz nie pominąłby reszty rodziny, spory spadek otrzymaliby więc wszyscy Cloadowie:
- Lionel Cload – brat Gordona, dobrze prosperujący lekarz; ma żonę imieniem Kate, która jest kobietą roztargnioną i zabobonną
- Jeremiasz Cload – kolejny z braci, uznany adwokat; jego przedsiębiorcza żona ma na imię Frances.
- Adela Cload (po zmarłym mężu Marchmont) – siostra Gordona, dobrotliwa kobieta w średnim wieku opiekuje się wielką rezydencją, zwaną Białym Domem oraz jej córka,
- Lynn, córka Adeli, odważna dziewczyna, która właśnie wróciła ze służby wojskowej.
- Rowley Cload – młody farmer, syn innego jeszcze, zmarłego brata Gordona, Maurice'a; narzeczony Lynn.

Wobec braku testamentu, Cloadowie pozostali bez grosza; z upływem czasu wiedzie im się coraz gorzej. Postanawiają przedstawić całą niezręczną sprawę Rosaleen. Młoda wdowa rozumie sytuację rodziny Cloadów i chce służyć im wsparciem finansowym, szybko jednak zakazuje jej tego brat, David Hunter. To były komandos, młodzieniec o niezbyt sympatycznym usposobieniu; ma na siostrę ogromny wpływ.
Pewnego dnia jednak los się do Cloadów uśmiecha. Do pobliskiego hotelu "Pod Jeleniem" przyjeżdża tajemniczy mężczyzna. Twierdzi on, że uznany dawno za zmarłego pierwszy mąż Rosaleen, major Underhay, wciąż żyje. Ów jegomość, przedstawiający się nazwiskiem Enoch Arden, najpierw wzywa do siebie Davida i żąda odeń pieniędzy w zamian za to, że o Underhayu nie dowiedzą się Cloadowie. Mogliby oni zrobić z takiej wieści użytek – jeśli bowiem okazałoby się, że w momencie zawierania małżeństwa między Rosaleen a Gordonem major Underhay wciąż żył, drugi ślub Rosaleen byłby nieważny, w związku z czym nie miałaby ona żadnych praw do majątku Gordona. Za sprawą wścibskiej pokojówki informacja o majorze dochodzi do uszu Rowleya Cloada.
Kilka dni później Enoch Arden zostaje znaleziony w swoim hotelowym pokoju martwy, z rozbitą głową. Pierwsze podejrzenia padają na Davida Huntera, który w ów tragiczny wieczór przebywał w okolicy hotelu, a, co więcej, miał najsilniejszy motyw, by zabić Ardena. Koroner każe aresztować Davida. Wychodzi poza tym na jaw pewna interesująca sprawa – znajomy Underhaya, major Porter, twierdzi, że denat to pierwszy mąż Rosaleen we własnej osobie. To jeszcze bardziej pogrąża Huntera, bo teraz jego motyw staje się jeszcze silniejszy.
W winę Huntera nie chce wierzyć Lynn Marchmont – zdążyła się bowiem w bracie Rosaleen zakochać. Pragnie dla niego zerwać zaręczyny z Rowleyem i razem z Davidem wyjechać w świat. Z czasem policja zaczyna w winę Davida wątpić, bo w wieczór śmierci Ardena widziano w jego pokoju tajemniczą młodą kobietę. Tymczasem dochodzi do kolejnego zgonu – major Porter popełnia samobójstwo (strzela sobie w głowę), a Rosaleen Cload zostaje cudem odratowana po przedawkowaniu morfiny.
W wyjaśnieniu sprawy pomaga bezradnej policji słynny belgijski detektyw, Herkules Poirot i to właśnie on wpadnie na właściwe rozwiązanie.

## Ekranizacje
W 2006 roku premierę miała ekranizacja powieści jako jeden z odcinków serialu Poirot.

### Obsada
- David Suchet – Herkules Poirot
- David Yelland – George
- Jenny Agutter – Adela Marchmont
- Amanda Douge – Lynn Marchmont
- Patrick Baladi – Rowley Cloade
- Eva Birthistle – Rosaleen Cloade
- Elliot Cowan – David Hunter
- Pip Torrens – Jeremy Cloade
- Penny Downie – Frances Cloade
- Celia Imrie – Kathy Cloade-Woodward
- Tim Pigott-Smith – Dr Lionel Woodward
- Richard Hope – Komisarz Harold Spence
- Nicholas Le Prevost – Major Porter
- Elizabeth Spriggs – Mrs Leadbetter
- Tim Woodward – Enoch Arden, Charles Trenton
- Eva Birthistle – Eileen Corrigan
- Richard Durden – Pebmarsh
- Claire Hackett – Beatrice Lippincott
- Martha Barnett – True Rosaleen